# Tube de Geissler
Pour les articles homonymes, voir Geissler.
Le tube de Geissler est un tube de verre inventé par le physicien (également souffleur de verre) allemand Heinrich Geissler en 1857 conçu pour visuellement démontrer les principes de la décharge électrique lumineuse (plasma non magnétisé).
C'est un peu l'ancêtre de la Lampe à décharge et de l'éclairage « néon » moderne.

## Conception technique
Le cylindre de verre, partiellement mis sous vide, est scellé de chaque côté autour d'une électrode métallique à chacune de ses extrémités (cathode et anode).

## Principe de fonctionnement
Quand une différence de potentiel suffisante (haute tension) est appliquée entre les deux électrodes (même à faible ampérage), certaines molécules du gaz présent dans le tube s'ionisent en perdant des électrons qui sont attirés par l'électrode positive (cathode) alors que les ions positifs sont attirés par l'anode.
Le courant électrique est à la fois dû à ce flux d'électrons et à un flux d'ions positifs. Beaucoup des particules chargées circulantes entrent en collision avec des électrons orbitant autour de leur noyau atomique. Ces collisions chassent certains électrons de leur orbite: ils changent de couche électronique et y reviennent en émettant alors un photon. La longueur d'onde de ce photon (sa couleur) dépend de l'énergie qu'il contient mais est souvent dans le spectre de la lumière visible ou de l'ultraviolet (la couleur de la lumière émise est aussi caractéristique de la substance présente dans le tube ; faisant que de nombreuses couleurs et effets d'éclairage peuvent être obtenus). Certains électrons sont complètement arrachés de leur atome et accroissent le courant d'électrons circulants, contribuant à un phénomène d'« amorçage » se produisant à la mise sous tension de la lampe : le courant d'abord très faible augmente fortement (jusqu'à la puissance maximale fournie par le générateur électrique).

## Histoire, usages
Geissler constate qu'il peut rendre visible un plasma en l'enfermant dans une enveloppe cylindrique en verre scellée avec une région capillaire centrale et un diamètre plus large
aux extrémités.
Les premières lampes à décharge, dites tubes Geissler ont été des objets de laboratoire, d'abord utilisés par les physiciens du début du XXe siècle comme instruments de physique.
À partir des années 1880, des souffleurs de verre en ont aussi fait des objets de fantaisie, fabriqués massivement, dans de nombreuses formes (ex, avec diverses chambres sphériques et/ou des formes en serpentins, tortueuses ou décoratives) et couleurs artistiquement choisies, conçus comme objets de curiosité et de divertissement et/ou pour promouvoir la nouvelle « science de l'électricité ». On les a emplis de gaz raréfiés (néon, argon ou air), de vapeur de métaux conducteurs (ex : vapeur de mercure) ou d'autres fluides conducteurs ou de minéraux ou métaux ionisables (ex : sodium).
Certains tubes étaient très élaborés, de forme complexe, parfois construits avec des chambres dans un boîtier externe. Un nouvel effet a été obtenu en faisant tourner un tube incandescent à grande vitesse avec un moteur ; par illusion d'optique, un disque de couleur apparait alors (phénomène de persistance rétinienne). Enfin, quand un tube « chargé » était touché par la main, la forme de la décharge incandescente changeait à l'intérieur, en raison de la capacitance du corps humain.

### Usages
Quand un tube Geissler était approché d'une source de courant alternatif haute tension (à l'époque il s'agissait par exemple d'une bobine Tesla ou d'une bobine Ruhmkorff), il s'allumait même sans contact avec le circuit (comme quand on approche un tube au néon actuel d'une ligne haute tension ou d'un puissant émetteur radio).
Au début du XXe siècle, les tubes de Geissler ont donc été utilisés comme :
- indicateurs de haute tension ;
- moyen de régler les circuits LC d'émetteurs radio fonctionnant sur le principe de la résonance électrique ;
- outils pour trouver des nœuds d'ondes stationnaires sur les lignes de transmission, telles que les lignes de Lecher utilisées pour mesurer la fréquence des premiers émetteurs radio ;
- source de lumière dans le réfractomètre Pulfrich[1].

Les tubes Geissler sont parfois encore utilisés dans l'enseignement de la physique pour démontrer les principes des tubes à décharge gazeuse.

## Influence
Les tubes Geissler (premiers tubes à décharge gazeuse) ont eu un impact important sur le développement de nombreux instruments et appareils dépendant de la décharge électrique par des gaz.
L'une des conséquences majeures de la technologie des tubes de Geissler a été la découverte de l'électron et plus tard l'invention des tubes électroniques à vide (utilisés par exemple par la télévision).
Dans les années 1870, l'amélioration de la pompe à vide permet aux physiciens d'induire un vide plus élevé dans les tubes Geissler qui sont alors renommés tube de Crookes (d'après William Crookes). En y appliquant un courant, l'enveloppe de verre de ces tubes brille à l'extrémité opposée à la cathode. Observant que des ombres à arêtes vives étaient projetées sur la paroi du tube incandescent par des obstacles dans le tube devant la cathode, Johann Hittorf comprend que la lueur était causée par un type de rayon voyageant en ligne droite à travers le tube à partir de la cathode. Ceux-ci ont été appelés « rayons cathodiques ».
Vers 1886 Ernest Préaubert, qui présidait alors la Société d'études scientifiques d'Angers, à une époque où cette société savante s'est intéressé de près, avec plusieurs des membres ou correspondants de cette société à l'évaluation des effets de différents instruments d'électroculture, notamment inventés par l'Abbé Bertholon après que ce dernier eut constaté que les plantes semblaient mieux pousser autour des premiers paratonnerres installés en France. Préaubert a lui-même expérimenté l’électroculture (rue Proust à Angers) en utilisant une haute tension électrique atmosphérique, captée lors de orages par un électro-capteur qu'il avait amélioré d'une part en gainant son fil conducteur de paraffine, et en développant au passage un moyen de mesurer l’intensité d’un orage. Il avait pour cela connecté un petit tube de Geissler entre le fil de son élecro-capteur et la terre, et il a à cette occasion fait deux découvertes :
1. ce tube devenait lumineux durant les orages, avec une intensité permettant de suivre les variations d’intensité de champ électrique ;
2. ce tube montrait des renversements fréquents de polarité de ce qu'il appelait des courants aérotelluriques, rendus visibles par des changements dans l’aspect inégal des deux pôles du tube. Il a ainsi montré la complexité du phénomène orageux, qui depuis les expériences de Benjamin Franklin intriguait les savants de l'époque en étant encore très partiellement compris. Au fur et à mesure qu'un phénomène orageux se propageait au-dessus du site, le tube de Geissler de Préaubert lui permettait de suivre le phénomène orageux. Le lieutenant Fernand Basty, membre de la même société savante, et également expérimentateur de l'électroculture, précise que ce tube peut aussi simplement permettre de vérifier que le capteur fonctionne bien, en montrant que les pointes du capteur ne sont pas oxydées, et que l’isolation du fil est parfaite.

En 1897, J.J Thomson montre que ces rayons cathodiques sont constitués d'une particule inconnue auparavant, baptisée « électron ».
L'amélioration de la technologie de contrôle des faisceaux d'électrons abouti en 1907 à l'invention du tube à vide amplificateur, source du domaine de l'électronique, et qui l'a dominé durant 50 ans. Le tube à rayons cathodiques a notamment donné les écrans de radar et de télévision.
Au début du 20e siècle, la technologie a été commercialisée et a évolué vers l'éclairage au néon.

## Galerie

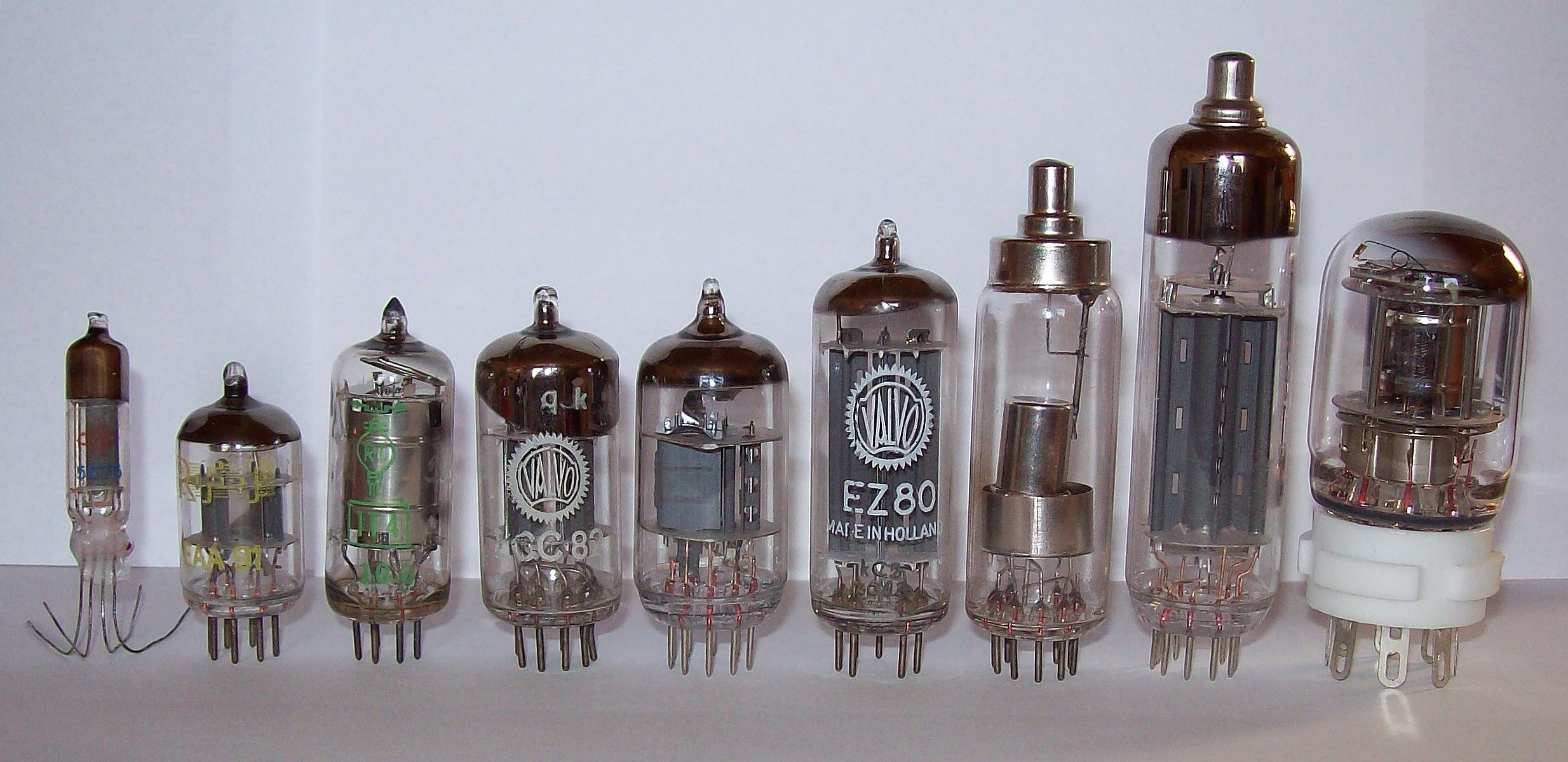
Collection de tubes à vide thermioniques, pour la plupart de petite taille, certains avec des connexions à capuchon supérieur (pour des tensions plus élevées)

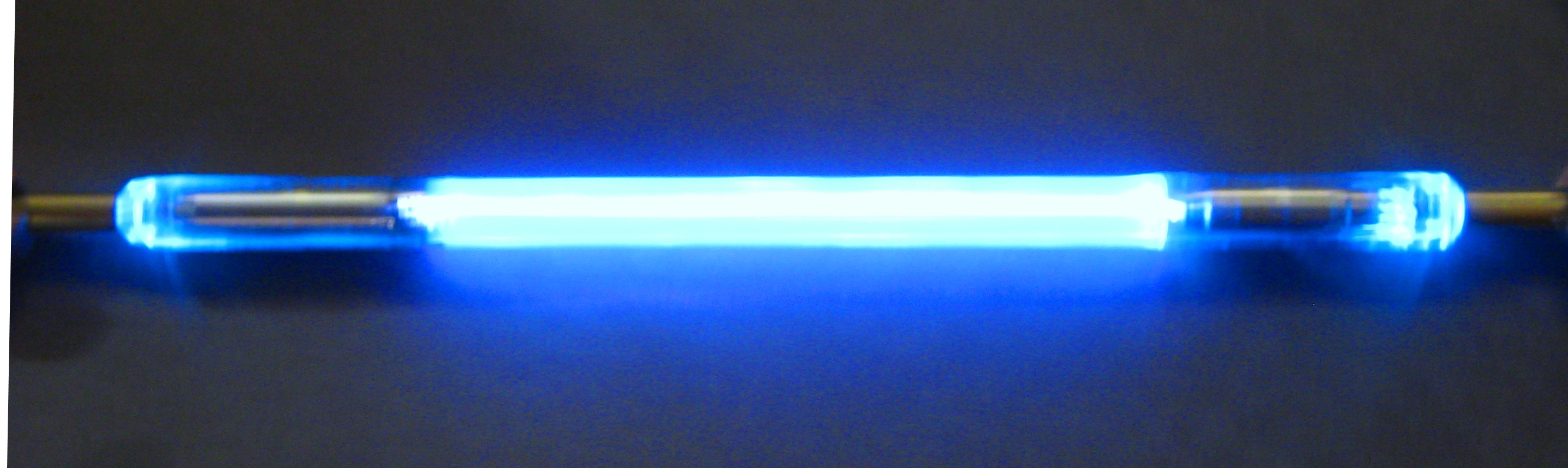
Flash au xenon

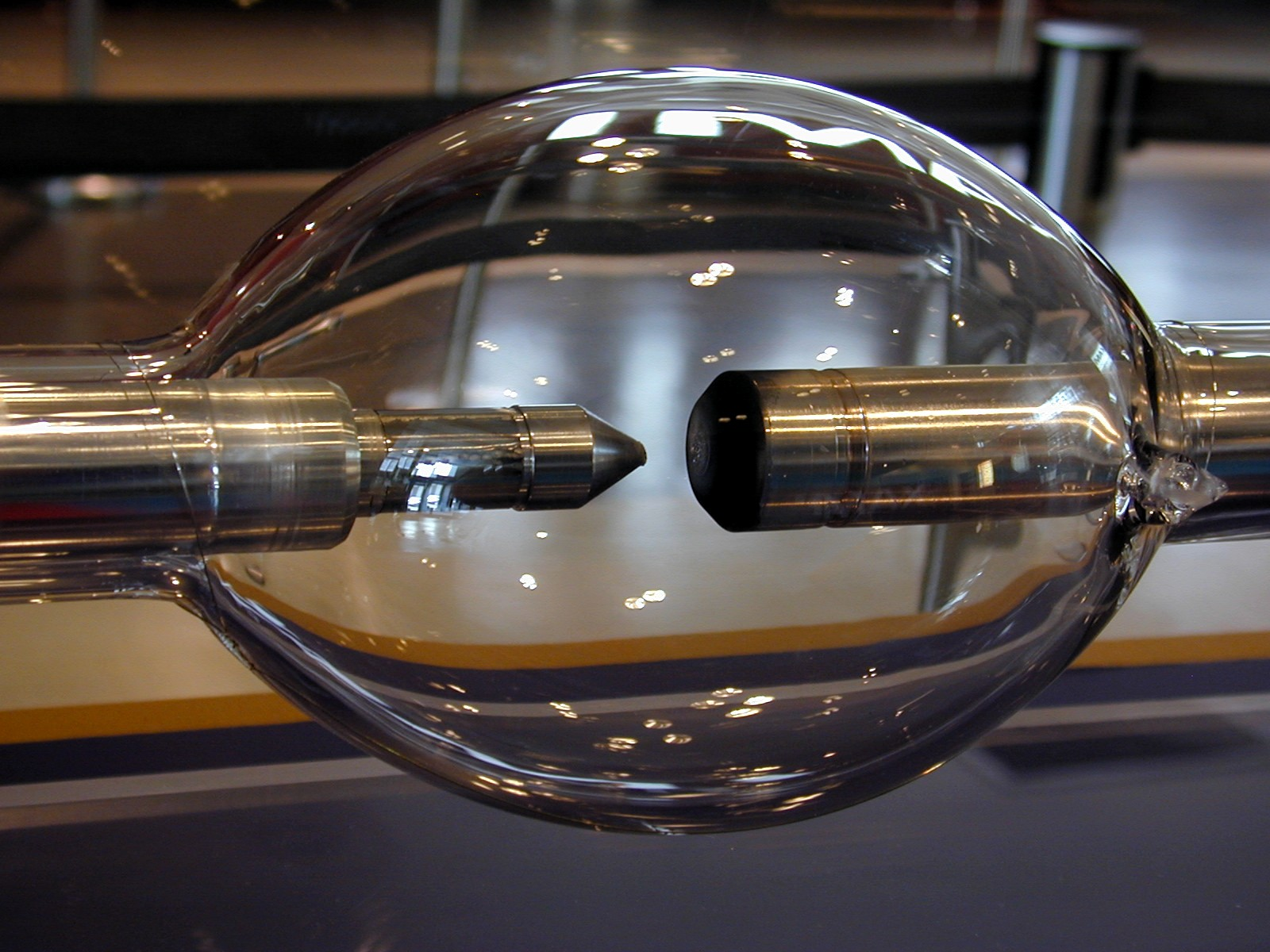
Lampe à arc, au Xenon, pour projecteur IMAX

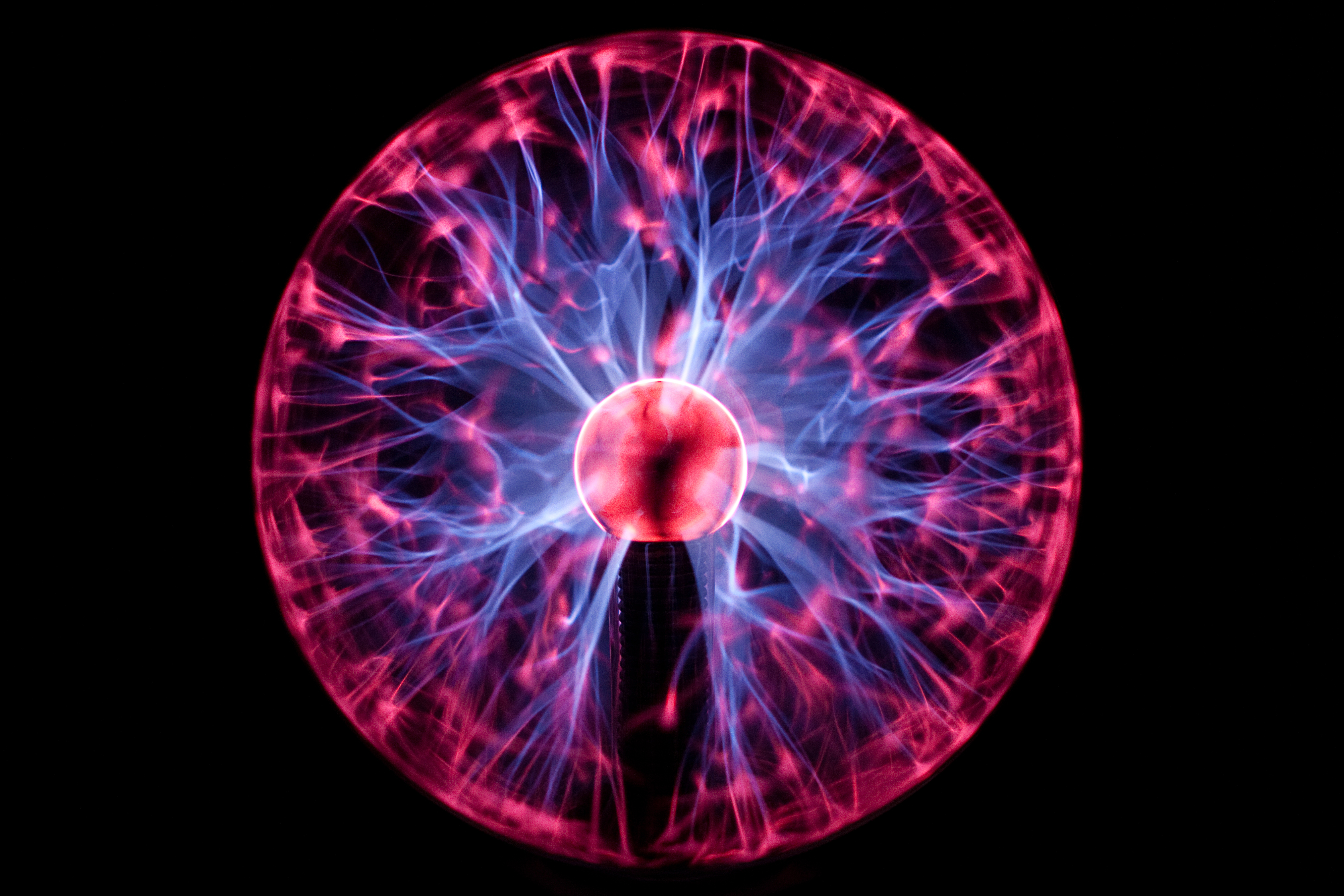
Globe à plasma

De nombreux appareils sont plus ou moins directement issus de la technologie des tubes Geissler:
- tube à vide
- flash au xénon (pour la photographie)
- Lampes à arc au xénon (pour projecteurs cinéma et IMAX)
- Tube à rayons X
- Lampe à vapeur de sodium, très utilisée dans les lampadaires, donnant une lumière jaune peu coûteuse
- Enseigne lumineuse "au néon", utilisant à la fois la décharge de lumière visible du néon et d'autres gaz et l'excitation du phosphore de la lumière ultraviolette
- Lampe à vapeur de mercure
- Spectromètres de masse
- Tube à rayons cathodiques, utilisés dans l'oscilloscope et plus tard dans les téléviseurs de première génération, les écrans radars et les dispositifs d'affichage d'ordinateur (première génération)
- Electrotachyscope (un des premiers dispositifs d'affichage d'images animées)
- Lampe fluorescente
- Globe plasma